# Ураган в Беларуси (2024)
13—14 июля 2024 года на территорию Беларуси обрушился ураган. Наиболее пострадала Гомельская область. Около 2000 населённых пунктов по всей стране остались без электричества. 7 человек погибли, 75 пострадали.

## Общая ситуация
Во вторую неделю июля в Беларуси установилась аномально жаркая погода. В среду, 10-го числа, объявлен оранжевый уровень угрозы. Наблюдалась температура до +32 по южной половине, в остальной части +24—29. Без осадков. Самым жарким днём стала суббота, 13 июля, когда воздух на юге и в центре страны прогрелся выше 35 градусов (объявлен красный уровень опасности, ожидалась жара в +35—37°С). На метеостанции в Житковичах были зафиксированы рекордные с 1959 года +37,9. В Минске побит рекорд 1936 года — +35,2. В это время синоптики стали предупреждать о вероятности мощных грозовых дождей. Белгидромет выдал предупреждение о приближении штормовых ветров.
Синоптик Дмитрий Рябов заявил, что в ближайшие десятилетия климат будет меняться, отметив, что летом всё чаще и чаще будут волны сильной жары с ураганами и штормами. Схожее мнение высказал академик Национальной академии наук Владимир Логинов. Как сказал специалист, в последние годы климат в стране всё больше становится похожим на тропический, для которого характерны ураганы и тайфуны.

## Воздействие стихии
13—14 июля в Гродненской области пострадало 54 населённых пункта в Дятловском, Ивьевском, Кореличском, Новогрудском, Ошмянском, Слонимском, Сморгонском районах. Повреждены кровли 169 частных жилых домов, 29 сельскохозяйственных зданий и 8 автомобилей.
14 июля в Брестской области в 12 населённых пунктах повреждены 296 строений, из них 115 жилых домов (11 разрушены). Зафиксирован ветер до 25 м/с и отмечены случаи града размером с перепелиное яйцо. Заявлено о 23 случаях падения деревьев, обесточено 459 трансформаторных подстанций, нарушено электроснабжение 37 населённых пунктов. Наиболее пострадавшими оказались Лунинецкий и Пинский районы.
В тот же день по территории Гомельской области прошли сильные ливни со шквалистым ветром. Ураганом здесь повалено большое количество деревьев. Многие из них упали на линии электропередачи, что привело к массовым отключениям. Доступ к электросетям оказался затруднён большим количеством упавших деревьев и веток. Наиболее сложная ситуация сложилась в Мозырском, Калинковичском, Речицком, Гомельском районах. В городах работали лишь несколько магазинов, оснащённых собственными генераторами. Водоснабжение и связь также полностью отсутствовали. Порывы ветра достигали 29 метров в секунду. Ситуация ухудшалась жарой выше +30 °C.
Технологические нарушения в электросетях были зафиксированы на протяжённости более 12,5 тыс. км, без электроснабжения в Гомельской области остались 1175 населённых пунктов. От упавших деревьев и элементов кровли погибли 6 человек, из них двое детей. Ветром снесено около 700 дорожных знаков.
В Могилёвской области пострадали около 800 строений, больше 600 населённых пунктов остались без света, 5,5 тысяч гектаров леса уничтожены, зарегистрировано падение 384 деревьев. В Могилёвском районе от падения дерева погибла пятилетняя девочка. В Кличевском, Краснопольском, Кричевском, Бобруйском, Могилёвском, Костюковичском, Осиповичском, Славгородском районах наблюдались перебои с электричеством. Также в результате удара молнии произошло 3 пожара (сараи в Могилёвском и Славгородском районах, жилой дом в Чаусском районе).
В Витебской области стихия больше всего затронула Полоцкий и Ушачский районы. Повреждено 20 жилых домов, зафиксировано 53 случая падения деревьев. В одном из случаев пострадал житель Ушачей. Повреждены линии электропередач в Глубокском, Докшицком, Миорском, Полоцком, Ушачском и Верхнедвинском районах.
По уточнённым данным спасательных служб на 23 июля, вследствие прохождения природного бедствия в 44 районах республики пострадали 2654 населённых пункта (Брестская область — 33, Гомельская — 2272, Гродненская — 54 и Могилёвская — 295). Повреждены кровли 6210 жилых домов (3883 восстановлены), 302 объектов соцкультбыта (190 восстановлены), 2053 сельскохозяйственных зданий (332 восстановлены), 18 производственных (3 восстановлены) зданий и 605 хозяйственных построек (65 восстановлены). По информации Белорусской железной дороги, падения деревьев на пути стало причиной задержки 46 поездов в Гомельской и Могилевской областях, опоздание составило от 6 минут до почти 8 часов.

## Ликвидация последствий
Президент Республики Беларусь Александр Лукашенко взял под личный контроль ликвидацию последствий стихии. В юго-восточный регион, который пострадал наиболее всего, направлены аварийные бригады из других областей. Сформирован оперативный штаб. Энергетики, работники МЧС и Министерства лесного хозяйства приступили к ликвидации последствий урагана сразу по его окончанию. Всего в области было задействовано около 1,5 тысячи человек и 276 единиц техники, включая 474 лица с судимостью и 100 военнослужащих 6-й отдельной специальной милицейской бригады. Местные жители инициативно брались помогать убирать завалы и упавшие деревья, оказывали содействие коммунальщикам.
Министр энергетики Виктор Каранкевич на селекторном совещании доложил, что, по данным на 19 июля, электроснабжение в Гомельской области обеспечено в части подачи электроэнергии всем населённым пунктам, но в 170 из них — за счёт подключения дизель-генераторных установок.
По предварительным данным, на полное восстановление электросетей уйдёт до месяца. В некоторых деревнях сети пришлось отстраивать заново, так как ливень разрушил их практически полностью. Окончательно электричество восстановлено 26 июля в 22:40, когда деревня Лозки Калинковичского района, последний пострадавший населенный пункт, отключена от передвижного дизельного генератора и подключена к общей сети.

## Повторная буря
В конце месяца ураган повторился. Порывы ветра достигали 25—27 м/с. Поваленными деревьями повреждены пять автомобилей в Гродно и в Минске. По информации Минэнерго на утро 29 июля, за сутки без света оказались 566 населённых пунктов, зафиксирован 91 случай падения деревьев. К устранению последствий непогоды привлечены 246 человек и 105 единиц техники. Энергетики и экстренные службы страны перешли на усиленный режим работы. На 29 и 30 июля в стране объявлен оранжевый уровень опасности из-за сильного ветра.
По уточнённым данным МЧС, за 28—29 июля зафиксировано 316 случаев падения деревьев: в Брестской области — 29, Витебской — 7, Гомельской — 15, Гродненской — 137, Минской — 58, Могилёвской — 18, Минске — 52. Поваленными деревьями повреждены 15 автомобилей. Из них в Гомельской области — одно транспортное средство, Гродненской — четыре, Могилёвской — два, Минске — восемь. В Гродненском регионе из-за поваленного дерева один пассажирский поезд задержался на 47 минут. Пострадали два человека (в агрогородке Еремичи Кореличского района и в городе Бобруйске Могилёвской области).
Накануне синоптик Дмитрий Рябов предупредил про похолодание, ветер и дожди в Беларуси на неделе с 29 июля по 4 августа. На погоду повлияли северо-западные ветры и более прохладные воздушные массы. Соответственно, понизилась температура. Отмечены колебания атмосферного давления.

## Выявленные проблемы
Лукашенко подверг критике поведение должностных лиц различного уровня. По заявлению президента, активных действий с их стороны для организации работ по устранению последствий, оперативной помощи пострадавшим регионам и людям в достаточной степени не было. Не везде было налажено должное взаимодействие между различными органами при принятии мер оперативного реагирования, а порой вместо оперативных действий объявлялись тендеры по поиску подрядчиков для проведения ремонтных работ и устранения последствий стихии. Также раскритикована процедура получения помощи из резерва материальных ресурсов. Александр Лукашенко заявил о необходимости в целом мобилизовывать население и специалистов для ликвидации последствий стихии, в том числе политзаключённых. Стихию он сравнил с войной, «только нет стрельбы из автоматов и пулемётов».
20 июля в Гомельскую область приехал министр по чрезвычайным ситуациям Вадим Синявский. Как заявил чиновник в ходе своей командировки, «мы проиграли в том, что не ждали такого разрушительного урагана, по большому счёту не были к нему готовы». По мнению министра, службы «увлеклись предупредительной работой. Люди получили „очередное сообщение от МЧС“ о каком-то ливне, о каком-то ветре и посчитали его несерьёзным». Кроме того, Синявский высказал неудовлетворённость работой по восстановлению электроснабжения, а также передачи информации о ходе его восстановления.